# Джеймс Фелпс
Джеймс Фелпс (англ. James Phelps) — британський актор. Народився 25 лютого 1986 року у місті Бірмінгем. Має брата-близнюка Олівера Фелпса. Здобув славу, граючи Фреда Візлі у кінофільмі про Гаррі Поттера. Фанати дали йому прізвисько «Джем».

## Біографія
Народився у Великій Британії. З'явився на світ на 13 хвилин пізніше за свого брата Олівера. Вони були єдиними дітьми у сім'ї. Джеймс навчався у початковій школі Little Sutton і середній школі Артура Террі разом зі своїм братом. Ще у школі брати почали займатися акторством.
У 2000 році їх мати дізналася про прослуховування у Лідсі, хлопці одразу налаштувалися брати участь. Через декілька днів братам сказали, що вони будуть грати Фреда і Джорджа Візлі в екранізації книги про Гаррі Поттера, якою вони захоплювалися з малих літ.
У 2008 їх запросили знятися у третьому сезоні серіалу «Kingdom».
| Рік  |  | Українська назва                              | Оригінальна назва                             | Персонаж                        | Примітки |
| ---- |  | --------------------------------------------- | --------------------------------------------- | ------------------------------- | -------- |
| 2001 |  | Гаррі Поттер і філософський камінь            | Harry Potter and the Philosopher's Stone      | Фред Візлі (англ. Fred Weasley) |          |
| 2002 |  | Гаррі Поттер і таємна кімната                 | Harry Potter and the Chamber of Secrets       | Фред Візлі (англ. Fred Weasley) |          |
| 2004 |  | Гаррі Поттер і в'язень Азкабану               | Harry Potter and the Prisoner of Azkaban      | Фред Візлі (англ. Fred Weasley) |          |
| 2005 |  | Гаррі Поттер і Кубок вогню                    | Harry Potter and the Goblet of Fire           | Фред Візлі (англ. Fred Weasley) |          |
| 2007 |  | Гаррі Поттер і Орден Фенікса                  | Harry Potter and the Order of the Phoenix     | Фред Візлі (англ. Fred Weasley) |          |
| 2009 |  | Гаррі Поттер і Напівкровний Принц             | Harry Potter and the Half-Blood Prince        | Фред Візлі (англ. Fred Weasley) |          |
| 2010 |  | Гаррі Поттер і Смертельні реліквії: Частина 1 | Harry Potter and the Deathly Hallows – Part 1 | Фред Візлі (англ. Fred Weasley) |          |
| 2011 |  | Гаррі Поттер і Смертельні реліквії: Частина 2 | Harry Potter and the Deathly Hallows – Part 2 | Фред Візлі (англ. Fred Weasley) |          |